# NGC 2720
NGC 2720 је елиптична галаксија у сазвежђу Рак која се налази на NGC листи објеката дубоког неба.
Деклинација објекта је + 11° 8' 59" а ректасцензија 8h 59m 8,0s. Привидна величина (магнитуда) објекта NGC 2720 износи 13,0 а фотографска магнитуда 14,0. NGC 2720 је још познат и под ознакама UGC 4710, MCG 2-23-16, CGCG 61-34, NPM1G +11.0182, PGC 25238.